# Zărnești (okręg Vâlcea)
Zărnești – wieś w Rumunii, w okręgu Vâlcea, w gminie Lăpușata. W 2011 roku liczyła 417 mieszkańców.